# Салоніки (еялет)
40°39′ пн. ш. 22°54′ сх. д. / 40.65° пн. ш. 22.9° сх. д.
Салонікийський еялет (осман. ایالت ادرنه) — адміністративно-територіальна одиниця Османської імперії. Існував у 1826—1867 роках. Утворився з частин Румелійського еялету (на теперішніх землях Болгарії, Македонії та Греції).

## Історія
З 1520 року область навколо Салонік існувала у статусі санджака в складі Румелійського еялету. Поразки у війнах з Францією та російською імперією на початку XIX ст. призвели до нової кризи в Османській імперії. Стала зрозумілою потреба у різних реформах задля збереження підвладних володінь та запобігання розділу між європейськими державами. Втім, лише у 1826 році після приборкання та ліквідації яничарського корпусу, який використовували консерватори з метою недопущення реформ, розпочато зміни. Того ж року відбувся перший етап адміністративно-територіальної реформи. Внаслідок цього з великого еялету Румелія утворилося декілька, що поліпшило керування. Одним з нових еялетів став Салоніки (Селанік).
Еялет невдовзі став важливою транспортною базою для розвитку торгівлі та забезпечення військ у європейській частині імперії. Тут доволі швидко почали розвиватися порти. Салоніки було одним з центрів текстильного виробництва. За сучасними на той час стандартами переобладнано великий порт Салонік. У часи боротьби з Грецьким повстанням та воєн з Російською імперією у 1820-х та 1850-х роках еялет перетворився на місце збору військ, швидкого їх пересування землями імперії до Болгарії та Фессалії.
У 1867 році в результаті реформування перетворено на Салонікийський вілайєт.

## Структура
Складався з 4 санджаків: Трикала, Салоніки, Сіроз, Драма

## Паши
- Мехмед Хасіб Паша (1839—1840)
- Мехмед Емін Паша (1840)
- Кизирхазарли Омар Паша (1840—1843)
- Ібрагім Паша (1843)
- Гюргу Мехмед Васіф Паша (1843—1845)
- Мехмед Саліх Паша (1845—1846), вперше
- Кара Османзаде Якуб Паша (1846—1847), вперше
- Деде Мустафа Хіфзі Паша (1847—1848)
- Егрібозлу Абубекр Самі Паша (1848—1849)
- Чіхан Сераскіра Хасан Реза Паша (1849—1850)
- Кара Османзаде Якуб Паша (1850—1851), вдруге
- Юсуф Сіддік Мехмед Паша (1851—1853)
- Мехмед Саліх Паша (1853), вдруге
- Ебубекір Рустем Паша (1853—1854)
- Бошнакзаде Мехмед Решід Паша (1854)
- Арнаут Мажар Осман Паша (1854—1855)
- Сіркатібі Мустафа Нурі Паша (1855—1856)
- Ахмед Назір Паша (1856—1857)
- Абді Паша (1857)
- Юзгатті Мехмед Вечіхі Паша (1857—1858)
- Татар Мехмед Саїд Паша (1858—1859)
- Ісмаїл Рахмі Паша (1859—1860)
- Арнаут Мехмет Акіф Паша (1860—1865)
- Гусейн Гюзну Паша (1865—1866)
- Ахмед Ала Бей (1867)